# 高加索治疝草
高加索治疝草（学名：Herniaria caucasica）为石竹科治疝草属下的一个种。